# کابستانی
کابستانی (به فرانسوی: Cabestany) یک کمون در فرانسه با جمعیت ۸٬۲۵۹ نفر است که در Canton of Perpignan-3 واقع شده‌است.